# Chiesa di San Francesco (Lucca)
La chiesa di San Francesco è una chiesa della città di Lucca, situato nella piazza omonima con l'omonimo ex convento annesso. Oggi la chiesa è sconsacrata ed è utilizzata come sala concerti o per congressi.

## Storia
La presenza dei francescani a Lucca è attestata già nel 1228, e il nuovo ordine assunse subito un ruolo preminente nella vita cittadina. La chiesa, costruita in laterizio a aula unica con copertura a capriate, venne completata entro il 1430 con l'inserimento di tre cappelle presbiteriali. Per la facciata, che mostra ai lati del portale due arche sepolcrali, fu adottato un rivestimento in calcare bianco, rimasto incompiuto e portato a termine solo alla fine degli anni '20 del XX secolo (la facciata venne infatti inaugurata solennemente il 6 novembre del 1927).
La cura per l'arredo procedette parallelamente alla costruzione del complesso, e proseguì dal Trecento al Seicento. 
L'avvento del passaggio al demanio nel 1840 sconvolse l'aspetto della chiesa e parte dei suoi dipinti furono destinati alle costituende strutture museali lucchesi; la chiesa tornò di proprietà del comune di Lucca nel 1901 e venne riaperta al culto nel 1910.
Nel 2003 i frati francescani hanno lasciato il convento e l'intero complesso è stato acquistato del comune di Lucca e, nel 2010, è stato poi rilevato dalla Fondazione Cassa di Risparmio di Lucca.
Nel 2007 a causa di lavori di ristrutturazione e di scavo nell'adiacente edificio, definito "stecca", condotti da FCRL per gli appartamenti del personale della Scuola IMT, si è generato un grave dissesto alla struttura conventuale, danno non ammesso dal Comune, che ha fatto crollare la valutazione del complesso. Per analoghe lesioni provocate dagli stessi lavori ad un'altra ala privata adiacente, il danneggiatore ha rimborsato immediatamente i danni acquisendo l'immobile.
La parte pubblica del complesso è stata quindi ceduta dall'Amministrazione comunale alla Fondazione Cassa di Risparmio di Lucca per 7,3 milioni di euro ma nel bilancio comunale risultano solo 3.

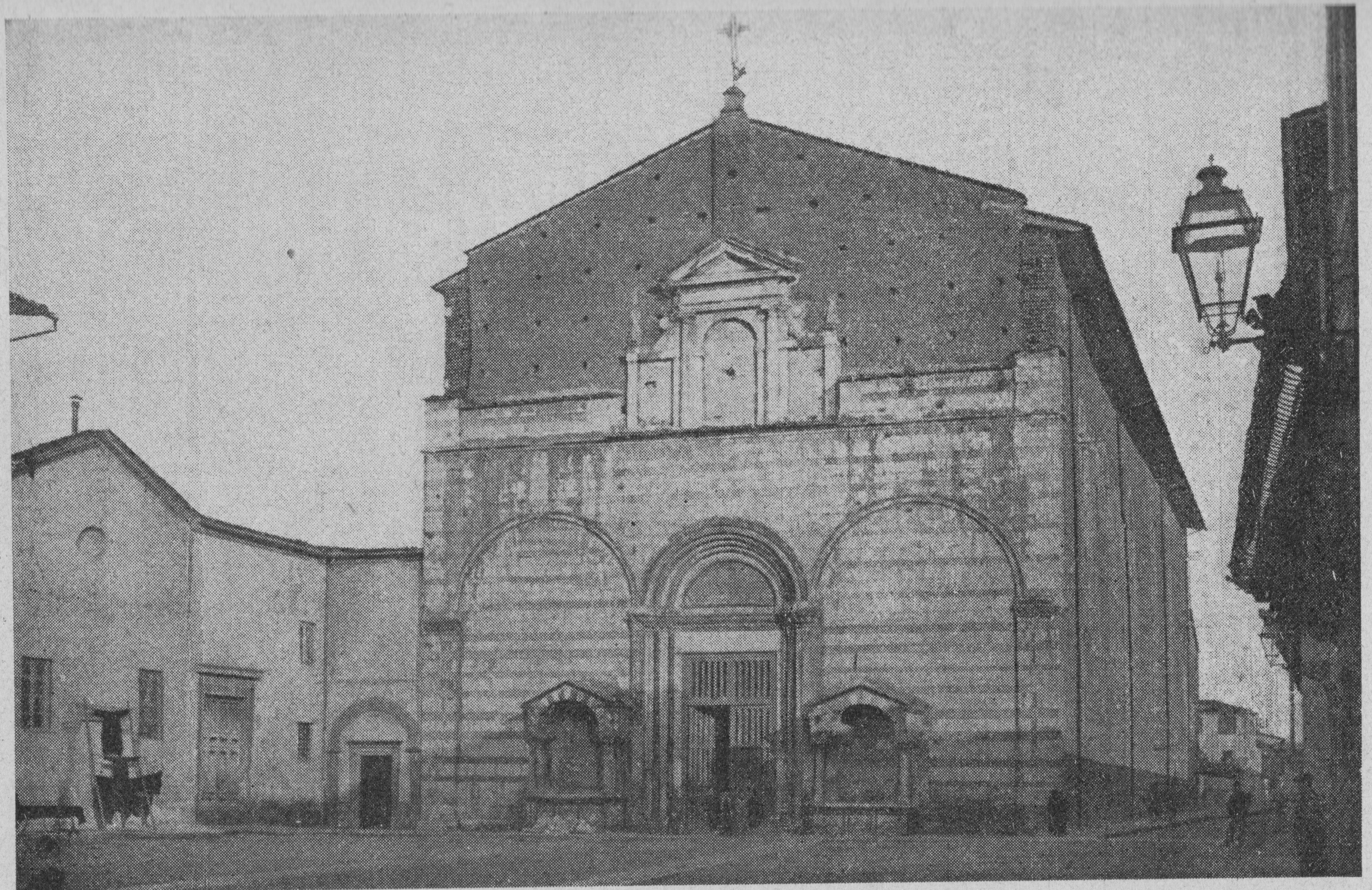
La chiesa come si presentava prima dei restauri

Le parti acquisite del complesso, tra cui la chiesa e i chiostri, sono stati oggetto di un importante intervento di restauro tra il 2011 e il 2013, costato 50 milioni di euro. La cerimonia per l'inaugurazione del complesso si è tenuta nella chiesa di San Francesco il pomeriggio del 6 luglio 2013 alla presenza anche di esponenti del mondo politico, tra cui Maria Chiara Carrozza, all'epoca ministro dell'Istruzione, dell'Università e della Ricerca.

## Descrizione

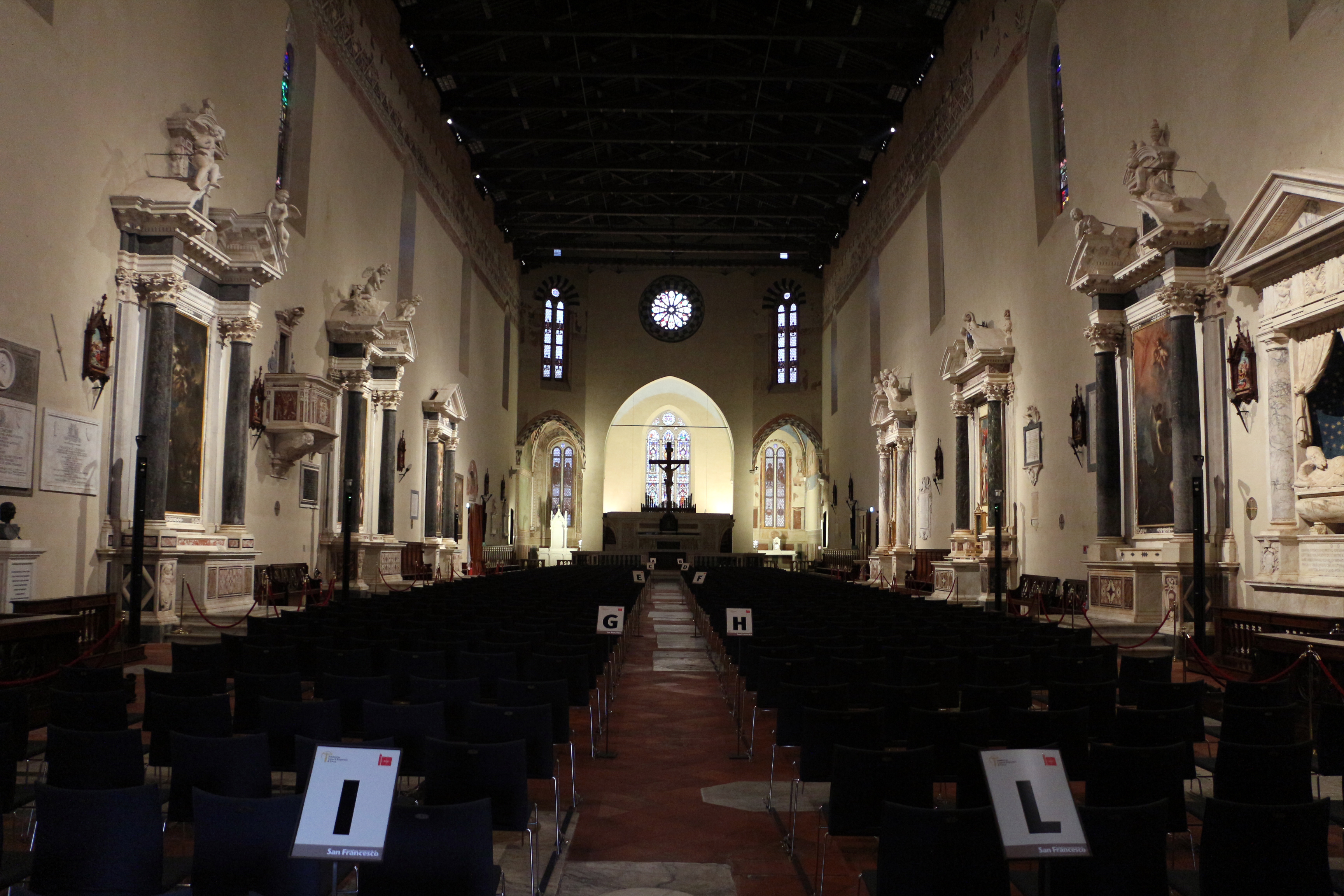
L'interno

L'esterno della chiesa è caratterizzato dalla facciata, completata nel 1930 con la realizzazione della parte superiore. Il paramento murario del prospetto è bicromatico, con fasce più larghe di calcare bianco alternate a fasce più strette di calcare grigio. La parte inferiore presenta, al centro, il portale strombato con lunetta dipinta e, ai lati, due arcate cieche a tutto sesto con arche sepolcrali; nella parte superiore, invece, si apre il rosone, affiancato da quattro stemmi marmorei a bassorilievo che, in senso orario, da sinistra in alto, raffigurano il simbolo dell'Ordine francescano, un fascio littorio, lo stemma della città di Lucca e un leone rampante.
L'interno della chiesa è costituito da un'aula a navata unica coperta con soffitto a capriate lignee e illuminata da bifore aperte nel 1844. Lungo le pareti laterali, che sono decorate con affreschi monocromi, vi sono vari altari laterali marmorei ospitanti pale dipinte. In fondo alla navata vi è l'abside, a pianta quadrangolare e coperta con volta a crociera, affiancata da due cappelle; nella cappella di destra rimangono i resti di un ciclo pittorico attribuito a Baldassarre di Biagio del Firenze. Il presbiterio è delimitato da una balaustra ed ospita l'altare maggiore barocco. Nella chiesa vi sono varie sepolture, tra le quali quella di Giovanni Guidiccioni, di Ugolino Visconti, di Francesco Geminiani e di Luigi Boccherini, nonché di molti esponenti di rilievo della storia lucchese, tanto da essere considera il Pantheon di Lucca.

### Organo a canne
Alle spalle dell'altare maggiore, nell'abside, si trova l'organo a canne della chiesa, costruito tra il 1930 e il 1940 dai Fratelli Turrini e restaurato nel 2013 dalla ditta Michelotto.
Lo strumento è a trasmissione elettropneumatica e dispone di 16 registri reali per un totale di 1086 canne. La sua consolle, indipendente e anch'essa situata nell'abside, dispone di due tastiere di 58 note ciascuna e pedaliera concava di 30 note, con registri e unioni azionati da placchette a bilico e combinazione libera a pistoncino.